# Jean-Pierre Fiala
Pour les articles homonymes, voir Fiala.

Jean-Pierre Fiala, né le 22 avril 1969 à Yaoundé (Cameroun), est un footballeur camerounais.

## Biographie

### Carrière de joueur

#### Club
- 1993-1995 :  Canon Yaoundé
- 1995-1996 :  AEL Larissa
- 1996-1998 :  Persija Jakarta
- 1998-1999 :  Stade brestois 29
- 1999-2000 :  US Avranches MSM

#### Internationale
A joué la coupe du monde 1994 avec le Cameroun.

### Carrière d'entraîneur
Le 4 août 2022, il est nommé sélectionneur de l'équipe du Cameroun des moins de 17 ans de football par la FECAFOOT.